# 大野町 (広島県)
大野町（おおのちょう）は、かつて広島県に存在した町。佐伯郡に属した。2005年11月3日、大野瀬戸を隔てて隣接する佐伯郡宮島町とともに廿日市市へ編入された。

## 歴史
- 1882年 - 佐伯郡口谷尻村を大野村に合併。
- 1889年4月1日 - 大野村単独で町村制を施行。以降116年間廃置分合を経験せず。
- 1945年9月17日 - 枕崎台風の暴風雨により陸軍大野病院に土石流が直撃。入院患者が多数死亡したほか京都大学の原子爆弾調査団の真下教授らが殉職[2]。
- 1950年4月1日 - 大野村が町制を施行して大野町となる。
- 1982年8月 - 町内でテレビドラマ西部警察のロケが行われる。同月11日には広島電鉄の広電宮島駅（現宮島口駅）で電車を爆破する場面を撮影[3]。
- 1983年6月1日 - 鳴川地区の一部を大竹市に割譲し、大竹市から玖波町鳴川・玖波3丁目の一部を編入する。
- 1985年4月1日 - 福面地区の一部を佐伯郡廿日市町（当時）に割譲し、佐伯郡廿日市町から地御前字阿品及び阿品台の一部を編入する。
- 2005年11月3日 - 佐伯郡宮島町とともに廿日市市へ編入され消滅。また、この編入合併をもって佐伯郡も消滅。

## 行政

### 村長
- 石井修三[4]

### 町長
- 上野貞一[5]

## 経済

### 産業
企業
- チチヤス乳業の本社所在地でもある。フマキラー広島工場があり、同社製品の多くはここで製造される。
- ぷよぷよシリーズ等で知られる、ゲーム会社のコンパイル（現在存在しない）が、同県広島市南区から移転し、経営破綻後の1998年から本社・開発室を置いていた。

漁業
- 海面ではカキの養殖が行われている。
- その他の漁業としてアサリの養殖も有名。

農業
『大日本篤農家名鑑』によれば、大野村の篤農家は中丸、松原、山崎、三戸、川口、中川姓の人物がいた。

## 地域

### 主要施設
- 広島東洋カープ大野練習場
- 宮島競艇場

### 医療
- 医師の天田、三宅、歯科医の三宅などがいた[4]。

## 地理

### 山
- 経小屋山（標高596.6m）
- 城山（標高265.6m）

## 名所・旧跡
- 妹背の滝
- おおの自然観察の森
- チチヤスハイパーク - 梅園や牧場、プールもある。
- 渡ノ瀬ダム
- 上田宗箇の墓
- 宮浜温泉
- 海の見える杜美術館
- 白糸の滝

## 小字・町名（2005年11月2日当時のデータ）
- 嵐谷（あらしだに）
- 池田（いけだ）
- 猪ノウツ（いのうつ）
- 梅原1 - 2丁目（うめはら）
- 大国1 - 2丁目（おおくに）
- 沖塩屋1 - 4丁目（おきしおや）
- 小田ノ口（おだのくち）
- 垣ノ浦（かきのうら）
- 賀撫津（がぶつ）
- 上更地（かみさらじ）
- 上の浜1 - 2丁目（かみのはま）
- 鴉ヶ岡（からすがおか）
- 経小屋（きょうごや）
- 毛保（けぼ）
- 郷（ごう）
- 小山（こやま）
- 塩屋1 - 2丁目（しおや）
- 四十八坂（しじゅうはっさか）
- 下更地（しもさらじ）
- 下灘（しもなだ）
- 下の浜（しものはま）
- 十郎原（じゅうろうばら）
- 陣場（じんば）
- 早時（そうとき）
- 対厳山1 - 3丁目（たいげんざん）
- 鯛ノ原（たいのはら）
- 高畑（たかばたけ）
- 高見（たかみ）
- 滝ノ下（たきのした）
- 棚田（たなだ）
- 田屋（たや）
- 土井（どい）
- 中津岡（なかつおか）
- 中山（なかやま）
- 鳴川（なるかわ）
- 奴メリ谷（ぬめりだに）
- 橋本（はしもと）
- 八坂1 - 2丁目（はっさか）
- 林が原1 - 2丁目（はやしがはら）
- 原1 - 4丁目（はら）
- 深江1 - 3丁目（ふかえ）
- 福面1 - 3丁目（ふくめん）
- 古川（ふるかわ）
- 別府（べふ）
- 前空1 - 6丁目（まえぞら）
- 丸石1 - 5丁目（まるいし）
- 水口（みずぐち）
- 水ノ越（みのこし）
- 宮島口1 - 4丁目（みやじまぐち）
- 宮島口上1 - 2丁目（みやじまぐちうえ）
- 宮島口西1 - 3丁目（みやじまぐちにし）
- 宮島口東1 - 3丁目（みやじまぐちひがし）
- 宮浜温泉1 - 3丁目（みやはまおんせん）
- 物見西1 - 3丁目（ものみにし）
- 物見東1 - 2丁目（ものみひがし）
- 横撫（よこなで）
- 渡ノ瀬（わたのせ）

※合併を経験していないため大字は編成されていない。

## 交通（2005年11月2日当時のデータ）

### 鉄道
JR山陽本線と広島電鉄宮島線が通っており、町内にはそれぞれ以下の施設がある。
JR山陽本線
- 宮島口駅
- 前空駅
- 大野浦駅

広島電鉄宮島線
- 競艇場前駅 - 宮島競艇開催日のみ営業する臨時駅。
- 広電宮島口駅（終点）

### 路線バス
- おおのハートバス（コミュニティバス）
- 大竹交通タクシー
- 防長交通

### 道路
高規格道路
- 広島岩国道路が通っており、町内には以下の施設がある。
  - 大野IC

国道
- 国道2号
- 国道433号 - 町内は全区間国道2号と重用。

主要地方道
- 広島県道42号大竹湯来線
- 広島県道43号厳島公園線

一般県道
- 広島県道289号栗谷大野線
- 広島県道460号栗谷河津原線
- 広島県道469号廿日市環状線 - 全線未開通。

### 船舶
- 宮島連絡船
- 宮島松大汽船

※いずれも厳島と本土を結ぶ航路である。

## 教育（2005年11月2日当時のデータ）

### 小学校
- 大野町立大野西小学校
- 大野町立大野東小学校

### 中学校
- 大野町立大野中学校
- 大野町立大野東中学校

### 高等学校
- 広島県立宮島工業高等学校

## 著名な出身者
- 広瀬叔功（元プロ野球選手）
- 川島宏治（元中国放送アナウンサー） - 1990年代半ばから2000年代初頭の中国放送テレビの夕方の顔として知られる。
- 松本太郎（廿日市市長）
- 谷口信輝（レーシングドライバー）
- 青山祐子（元NHKアナウンサー）
- 三浦強一（弁護士） - 本籍・佐伯郡大野村[4]。住所・広島市段原町[4]。

## 大野町が舞台となった作品

### 小説
- 『夕凪の街と人と』大田洋子

### テレビドラマ
- 『西部警察』テレビ朝日、1982年